# 笑福亭瓶生
笑福亭 瓶生（しょうふくてい へいき、1966年5月23日 - ）は、岡山県岡山市出身の落語家（上方噺家）。本名は寺尾 和明（てらお かずあき）。所属事務所は松竹芸能。上方落語協会会員。血液型はAB型。

## 略歴
関西大学文学部卒業後、ロッテリアに入社。1993年に笑福亭鶴瓶に入門。
- 旧名　小瓶（こびん）　十瓶（じゅうべい）
- 自宅のベランダでメロンを栽培していたことがある。
- 当時、冬のソナタのペ・ヨンジュンに似ていたことから、写真のみ「世界仰天ニュース」に出演したことがある。
- 見立て芸もする。
- 現在、同じ鶴瓶一門の笑福亭瓶吾とポッドキャスト「瓶吾・瓶生のLive&Five」の配信をしている。